# Europäische politische Stiftung
Eine europäische politische Stiftung (englisch European political foundation, französisch fondations politiques européennes) ist eine Forschungs- und Interessenvertretungsorganisation, die einer europäischen politischen Partei nahesteht, aber von ihr unabhängig ist. Sie wird durch das Europäische Parlament finanziert. Zweck der politischen Stiftungen ist es, zukunftsweisende Ideen und Konzepte für ihre jeweilige politische Familie zu entwickeln und ein Forum zu bieten, in dem diese Ideen breit diskutiert werden können. Stand 25. September 2024 sind zehn politische Stiftungen bei der zuständigen Behörde für europäische politische Parteien und europäische politische Stiftungen registriert.

## Liste der europäischen politischen Stiftungen
| Institution | Partei                                          | Sitz       | Website                           |
| --- | ----------------------------------------------- | ---------- | --------------------------------- |
| Association pour l’Identité et Démocratie Fondation (früher Fondation pour une Europe des Nations et des Libertés) | Identität und Demokratie Partei                 | Paris      | http://www.fenl.eu/               |
| Coppieters Foundation (früher Center Maurits Coppieters)                                                           | Europäische Freie Allianz                       | Brüssel    | http://www.ideasforeurope.eu/     |
| European Liberal Forum                                                                                             | Allianz der Liberalen und Demokraten für Europa | Brüssel    | http://www.liberalforum.eu/       |
| Foundation for European Progressive Studies                                                                        | Sozialdemokratische Partei Europas              | Brüssel    | http://www.feps-europe.eu/        |
| Green European Foundation (früher Green European Institute)                                                        | Europäische Grüne Partei                        | Brüssel    | http://www.gef.eu/                |
| Institute of European Democrats                                                                                    | Europäische Demokratische Partei                | Brüssel    | http://www.iedonline.eu/          |
| New Direction – The Foundation for European Reform                                                                 | Partei Europäische Konservative Reformer        | Brüssel    | http://www.europeanreform.org/    |
| Sallux (früher Christian Political Foundation of Europe)                                                           | Europäische Christliche Politische Bewegung     | Amersfoort | https://www.ecpm.info/            |
| transform! europe                                                                                                  | Europäische Linke                               | Brüssel    | http://www.transform-network.net/ |
| Wilfried Martens Centre for European Studies                                                                       | Europäische Volkspartei                         | Brüssel    | https://www.martenscentre.eu/     |

Folgende Stiftungen erhielten in der Vergangenheit Finanzierung vom Europäischen Parlament:
| Institution                                                                                   | Partei                                                  | Sitz     | Zeitraum  |
| --------------------------------------------------------------------------------------------- | ------------------------------------------------------- | -------- | --------- |
| Europa – Osservatorio Sulle Politiche Dell'unione                                             | Allianz für ein Europa der Nationen                     | Rom      | 2008/09   |
| European Foundation for Freedom                                                               | Europäische Allianz für Freiheit                        | Mosta    | 2011–2017 |
| Fondation Pegasus                                                                             | Coalition pour la Vie et la Famille                     | Brüssel  | 2017      |
| Fondation Politique Europeenne Pour La Democratie (gegründet als: Les Refondateurs Européens) | Allianz der Unabhängigen Demokraten in Europa           | Lyon     | 2008      |
| Foundation for a Europe of Liberties and Democracy                                            | Bewegung für ein Europa der Freiheit und der Demokratie | Paris    | 2012–2015 |
| Foundation for EU Democracy                                                                   | EUDemokraten                                            | Brüssel  | 2008–2010 |
| Organisation for European Interstate Cooperation                                              | EUDemokraten/Europeans United for Democracy             | Solna    | 2011–2016 |
| Identités & Traditions Européennes                                                            | Allianz der Europäischen nationalen Bewegungen          | Virginal | 2013–2017 |
| Initiative for Direct Democracy in Europe                                                     | Alliance for Direct Democracy in Europe                 | Brüssel  | 2015–2017 |
| Europa Terra Nostra                                                                           | Allianz für Frieden und Freiheit                        | Berlin   | 2016–2017 |